# Lachemilla moritziana
Lachemilla moritziana là loài thực vật có hoa trong họ Hoa hồng. Loài này được Dammer mô tả khoa học đầu tiên năm 1918.